# Звіробій великоцвітий
Звіробій великоцвітий (Hypericum richeri) — вид квіткових рослин родини звіробоєвих (Hypericaceae).

## Біоморфологічна характеристика
Це гола трав'яниста багаторічна рослина 20—60 см заввишки, з кількома жорсткими дуговими стеблами, часто вгорі 2-гранні, біля основи здерев'янілі, у суцвітті лише розгалужені. Листки широкояйцеподібні, сидячі, 9—45 мм завдовжки, з нижнього боку по краю з сидячими чорними залозками. Суцвіття щільне зонтико-голове. Квітки жовті, великі. Чашолистки та пелюстки на поверхні з численними сидячими чорними залозками. Чашолистки 4—8 мм завдовжки, загострені, з тонкою чорно залозистою бахромою на краю. Пелюстки в 2—3 рази довші за чашечку. Тичинки коротші за пелюстки. Коробочка яйцеподібна, трохи перевищує чашечку. Насіння блідо-жовте. 2n=14.

## Поширення
Росте у Європі: Албанія, Болгарія, Франція, Італія, Румунія, Іспанія, Швейцарія, Україна, Македонія, Сербія і Косово, Чорногорія, Словенія, Хорватія.